# Coen Janssen
Coen Janssen (ur. 2 kwietnia 1981) – holenderski muzyk, kompozytor i instrumentalista klawiszowiec. 

## Życiorys
W 2007 roku ukończył konserwatorium w Rotterdamie. Janssen znany jest przede wszystkim z występów w symfoniczno metalowej formacji Epica. Jako muzyk koncertowy współpracował także z zespołem After Forever, w którym zastąpił Jacka Driessena.

## Dyskografia
- Epica – The Phantom Agony (2003, Transmission Records)
- Epica – Consign to Oblivion (2005, Transmission Records)
- Epica – The Score – An Epic Journey (2005, Transmission Records)
- Epica – The Divine Conspiracy (2007, Nuclear Blast)
- Epica – Design Your Universe (2009, Nuclear Blast)
- Epica – Requiem for the Indifferent (2012, Nuclear Blast)
- Epica – The Holographic Principle (2016, Nuclear Blast)